# Gladiolus rudis
Gladiolus rudis är en irisväxtart som beskrevs av Martin Heinrich Karl von Lichtenstein, Johann Jakob Roemer och Schult.. Gladiolus rudis ingår i släktet sabelliljor, och familjen irisväxter. Inga underarter finns listade i Catalogue of Life.